# Моя дівчина — монстр
Моя дівчина — монстр (англ. Colossal) — канадсько-іспанський науково-фантастичний фільм режисера Начо Вігалондо, де порушуються теми психологічного насильства, аб'юзивних стосунків та цілющого вивільнення придушеної агресії. Світова прем'єра відбулася 9 вересня 2016 року на Міжнародному кінофестивалі у Торонто, в Україні — 27 квітня 2017 року.  

## Сюжет
Сеул, Республіка Корея. Матір з донькою шукають в парку ляльку, яку дівчинка впустила під час прогулянки. Іграшку знайдено. В цей момент вони із жахом помічають, що містом крокує величезний монстр.
Нью-Йорк, США, 25 років потому. Молода журналістка Глорія, що живе далеко від епіцентру подій, намагається пережити розлучення зі своїм бойфрендом Тімом. Вона вже понад рік без роботи і страждає алкоголізмом. Тім наполягає, щоб Глорія з'їхала з його квартири. Та приймає рішення повернутися до рідних пенатів.
Глорія приїжджає до маленького містечка, де минули її дитинство і юність, заселяється до порожнього батьківського будинку, в якому немає навіть ліжка. Наступного дня Глорія йде купувати надувний матрац і зустрічається з другом дитинства Оскаром, який пропонує їй посидіти в барі. Після смерті батька він став власником цього закладу, де Глорія п'є пиво з Оскаром та його приятелями, Гартом і Джоелом. Вона розповідає, що писала статті для інтернет-блогу. Глорія намагається фліртувати з Джоелом, однак Оскар незадоволений цим.
Повернувшись з бару, Глорія засинає на ненадутому матраці. Через деякий час її будить телефонний дзвінок. Сестра Глорії збуджена появою в Інтернеті шокуючого відео: Сеул зазнав нападу, в місті матеріалізувався величезний монстр. Згодом Глорія телефонує Тіму, і той у підозрі, що вона знову напилася, радить їй звернутися до нарколога.
Ввечері в барі Оскара усі відвідувачі дивляться новини із Сеула. Глорію мучать припущення. Залишок ночі вона проводить на лаві перед дитячим майданчиком, де засинає. Прокинувшись від голосів дітей, які йдуть до школи, Глорія телефонує Тіму, але той поспішає на роботу. Прийшовши додому, вона надуває матрац, згодом навідується Оскар і приносить їй телевізор. Він пропонує Глорії працювати офіціанткою у нього в барі, і та погоджується.
Робота в барі не допомагає Глорії позбутися алкогольної залежності. Після кожної зміни вона приєднується до Оскара, Гарта і Джоела і пиячить з ними до пізньої ночі. О 8:05 ранку Глорія приходить на дитячий майданчик і змушує монстра проявити себе.
Відіспавшись після нічної зміни, Глорія зв'язується з Тімом по Скайпу і повідомляє йому, що влаштувалася на роботу. Оскар знову приходить до неї додому і привозить диван, який Глорія вимушена прийняти (надувний матрац виявився зіпсованим).
Випивши кілька пляшок пива, Глорія вирішує поділитися з друзями своїм секретом. Але ситуація ускладнюється, коли Оскар виходить на дитячий майданчик і змушує гігантського робота проявити себе у Сеулі. Він впевнений, що вперше монстр з'явився, коли вони з Глорією були ще дітьми, а на місці дитячого майданчика був будівельний. Пізніше Оскар везе її до корейського ресторану, де працює його знайомий. Той пише ієрогліфами текст на аркуші паперу, який попросила Глорія. На наступний ранок Оскар і Глорія приходять на дитячий майданчик, де вона, проявивши монстра, пише на землі у Сеулі корейською: «Вибачте, це була помилка, більше це не повториться».
Глорія приходить до Джоела в гості, проводить з ним ніч. Вранці вона дізнається, що п'яний Оскар використовує своє втілення, щоб насміхатися над південнокорейцями. Після напруженої конфронтації Глорія дає йому ляпаса і робот віддаляється. Принижений Оскар ображає своїх друзів в барі і змушує Глорію пити пиво, погрожуючи влаштувати у Сеулі нову бійню, якщо вона відмовиться. Глорія і Оскар сваряться. Вранці вони продовжують з'ясовувати стосунки на дитячому майданчику, в той час як монстр і робот влаштовують бійку. Джоел намагається розборонити Глорію і Оскара. Глорія заявляє, що більше не повернеться до бару, тоді як Оскар наполягає, що вона продовжуватиме працювати.
Пізніше Джоел привозить до будинку Глорії ще меблі від Оскара, який вибачається і каже, що почувається винним. Глорія і Оскар укладають мир за умови: ніяких нічних посиденьок після закриття бару.
Після телефонного дзвінка Глорії Тім приїжджає до їх міста по роботі. Тіму здається підозрілим, що Глорія зуміла тут так швидко знайти роботу, але згодом підтверджує свої слова тим, що підвозить Глорію до бару, де знайомиться із Оскаром. Після декількох пляшок пива Оскар, погрожуючи Тіму в конкуренції за Глорію, підпалює запал величезної коробки з петардами, яка зберігалася в коморі довгі роки. Тім у шоці зізнається, що приїхав сюди не по роботі, і просить Глорію поїхати з ним до Нью-Йорка. Та зволікає, і, не наважується порушити домовленість із Оскаром, Тім залишає бар.
Повернувшись додому, Глорія виявляє, що там її чекає Оскар, вона збирається викликати поліцію, але він зупиняє її. Колишні однокласники подумки переносяться на 25 років назад. Учні молодших класів Глорія і Оскар разом йдуть до школи і несуть в руках макети, склеєні з паперу. Поривом вітру детальну роботу Глорії відносить до дерев, і Оскар йде її шукати, знаходить, але замість того, щоб повернути його Глорії, топче його ногами, що Глорія бачить крізь кущі. Глорія лютиться вчинком друга, і в цей момент в небі з'являється блискавка, розряд якої влучає Глорії та Оскару в голови, внаслідок чого діти непритомніють. З їх рук випадають іграшкові монстр і робот, яких в цей час вперше бачили в Сеулі.
Глорія розчарована: вчинки Оскара продиктовані ненавистю до самого себе. В її будинку він затіває бійку, вистрибує у вікно і мчить до дитячого майданчика, де здобуває перемогу над Глорією, кричачи, що якщо вона поїде до Нью-Йорка, він руйнуватиме Сеул і вбиватиме людей. Глорія плаче.
Прийшовши додому, Глорія збирає речі і відлітає до Сеула. Звідти вона телефонує Тіму, щоб остаточно порвати з ним і ствердити, що нічого йому не винна. О 8:05 ранку за нью-йоркським часом Оскар змушує робота проявити себе, тоді як Глорія встає віч-на-віч з гігантським роботом у Сеулі. В цей час на дитячому майданчику її рідного містечка Оскар спостерігає за тим, як перед ним з'являється величезний монстр. Злісний Оскар намагається втекти, але монстр його хапає. Оскар кричить монстру відпустити його і називає хвойдою. Монстр-Глорія у відповідь на це з усією силою кидає Оскара геть, після чого зникає. У Сеулі люди спостерігають, як робот завис у повітрі, а після відлетів у далечінь. Народ святкує.
Гуляючи вулицями Сеула, Глорія заходить до невеликого бару. Ламаною англійською офіціантка ділиться з туристкою своєю радістю: робота більше немає. Глорія готова розповісти їй дивовижну історію, тоді як офіціантка пропонує відвідувачці напої за рахунок закладу.

## У ролях
- Енн Гетевей — Глорія
- Джейсон Судейкіс — Оскар
- Ден Стівенс — Тім
- Тім Блейк Нельсон — Гарт
- Остін Стовелл — Джоел
- Рукія Бернард — Меггі
- Агам Дарші — Аш
- Ганна Черамі — Глорія в дитинстві

## Цікаві факти
- Під час зйомок Енн Гетевей була вагітною.
- Монстр, який демонструється у фільмі, являє собою щось середнє між Ґодзіллою і Грутом із фільму «Вартові галактики»[3].
- У травні 2015 року було подано позов на творців фільму у зв'язку зі звинуваченням у суттєвій кількості відсилок до фільму «Ґодзілла».